# Геоекономски факултет Мегатренд универзитета
Факултет за међународну економију у Београду је високообразовна и научна установа Универзитет Мегатренда.
Саставни је део система образовања Републике Србије по решењу републичког Министарства просвете бр. 25/99 – 04 из 1999. године. Решењима Комисије за акредитацију и проверу квалитета из 2009. године, на Факултету су акредитовани сви студијски програми који се изводе: два програма основних академских студија, два програма мастер студија (један са Факултетом за пословне студије Мегатренд универзитета) и заједнички програм докторских студија (са Факултетом за пословне студије Мегатренд универзитета).

## О факултету
Факултет за међународну економију основан је као Геоекономски факултет 1999. године, а од краја 2009. године носи садашњи назив. Поред тога што пружа знања из међународне економије и финансија, представља једну од ретких, ако не и једину, институцију у Србији која се бави проучавањем регионалних студија.
Концепт студија и студијски програми ове образовне установе усклађени су са Законом о високом образовању Републике Србије.
Основне академске студије трају четири године, мастер студије годину дана, а докторске студије три године.

## Управа факултета
Руководство факултета чине:
- Декан проф. др Биљана Р. Стојановић,
- Продекан за наставу проф. др Љиљана Станојевић и
- Продекан за студије другог и трећег степена и науку доц. др Владимир Ристановић.

## Програми на основним студијама
Студијски програм Међународна економија и финансије је нов програм који је 2009. године уписао прву генерацију студената. Основна карактеристика програма је да је конципиран на искуству реномираних светских универзитета и да се кључни предмети изучавају из превода референтних уџбеника који се на њима користе. Од полазника тог програма се очекује да овладају аналитичким знањима из области међународне трговине, међународних финансија, међународног финансијског менаџмента и, уопштено, из целине материје која је неопходна за успешно бављење међународним економским пословима и активностима.
Студијски програм Геоекономске и регионалне студије се састоји у макроекономском и мултидисциплинарном приступу изучавању региона. Овај приступ подразумева да се поред економије, проучавају географске карактеристике, историја, култура и језици одабраних региона. Осим енглеског језика који је обавезан за све четири године студија, изучавају се и: француски, немачки, италијански, шпански, руски, арапски и јапански.

## Дипломске академске студије - мастер
Дипломске академске студије - мастер на Факултету за међународну економију представљају саставни део програмског концепта који обухватају регионалне студије, које подразумевају географију, историју, политичко и друштвено уређење, стратегије економског и друштвеног развоја појединих региона. Мастер студије трају једну годину.

## Докторске студије
Докторске студије трају три године, у оквиру којих студенти пишу и докторску дисертацију.

## Професори
Наставу на Факултету изводи тридесет професора, предавача страних језика и асистената у сталном радном односу и мањи број професора ван састава Универзитета који је ангажован по уговору. Међу професорима има афирмисаних и у јавности познатих економиста, правника, географа и геополитичара, историчара и преводиоца.

## Алумни
Факултет одржава везе са својим бившим студентима и ради на формирању Алумни клуба. Највећи број студента се успешно запослио, а неки од њих су у врло кратком времену успели да изграде завидну каријеру.